# Vuurstolp

Vuurstolp met het wapen van Enkhuizen (ca. 1650), collectie Zuiderzeemuseum

Een vuurstolp, ook wel vuurklok genoemd, is een stuk aardewerk dat van de veertiende tot de negentiende eeuw als brandpreventiemiddel werd gebruikt. Een vuurstolp is vaak komvormig en heeft daarnaast altijd een handvat en ventilatiegaten. De vuurstolp werd 's avonds bij het naar bed gaan of wanneer iedereen het huis verliet over het smeulende haardvuur geplaatst. Het vuur kon zo veilig doorsmeulen en de volgende dag weer makkelijk worden aangestoken. 

## Geschiedenis

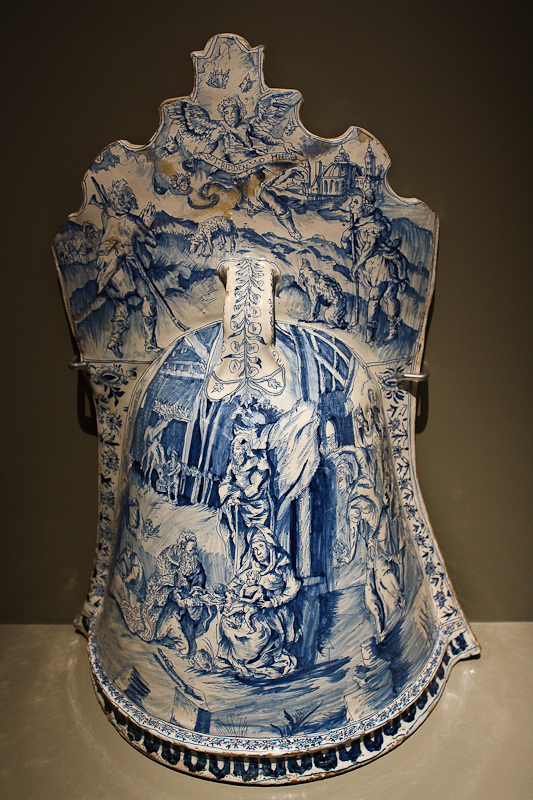
Vuurstolp met tinglazuur (1650-1680) uit collectie Princessehof

Het brandgevaar in middeleeuwse steden was door de vele houten gebouwen en smalle straten bijzonder groot. Regelmatig werden er grote kommen gebruikt om 's nachts over het haardvuur te plaatsen. Door ventilatiegaten en een handvat aan deze kommen toe te voegen, ontstonden de eerste vuurstolpen. De eerste vuurstolpen stammen uit de veertiende eeuw en zijn van grijsbakkend aardewerk. In sommige steden werd voor het verbeteren van de brandveiligheid het bezit van een vuurstolp zelfs verplicht gesteld. Later werden er ook vuurstolpen van roodbakkend aardewerk gemaakt en werden zij geglazuurd.
In de zestiende eeuw werden er steeds meer stenen huizen gebouwd en werden de eerste halfronde vuurstolpen gemaakt. Deze werden over het vuur tegen de stenen achterwand van de open haard geplaatst. De halfronde vuurstolpen kregen later soms ook zogenaamde vleugels aan de zijkanten om de aansluiting op de achterwand van de haard te verbeteren.
Met name in Noord-Holland zijn er rijkelijk versierde zeventiende- en achttiende-eeuwse vuurstolpen gevonden. Deze zijn vaak niet gebruikt maar voor de sier 's zomers in de open haard geplaatst om de zwarte vlekken op de achterwand van de haard te bedekken. In de negentiende eeuw verloren de vuurstolpen met de komst van de kachel hun functie.